# George Bancroft (politico)
George Bancroft (Worcester, 3 ottobre 1800 – Washington, 17 gennaio 1891) è stato uno storico e politico statunitense.
Scrittore e statista, egli promosse l'educazione scolastica secondaria. Fu Ministro della Marina degli Stati Uniti per circa un anno e mezzo (marzo 1845 – settembre 1846) all'inizio della presidenza di James Konx Polk. Durante questo mandato fondò l'Accademia navale di Annapolis, con sede nella omonima città del Maryland. Fra le sue opere più importanti vi è una Storia degli Stati Uniti d'America dalla scoperta del continente americano.
La sua famiglia era originaria della baia del Massachusetts fino dal 1632 e suo padre, Aaron Bancroft, si distinse come combattente rivoluzionario nella guerra d'indipendenza americana, facendo parte della milizia dei cosiddetti minuteman, partecipando alle battaglie di Lexington e di Bunker Hill e si laureò successivamente ad Harvard in teologia e divenne pastore della Chiesa Congregazionalista. Fu l'autore di una popolare biografia di George Washington.

## Biografia

### Gli studi
Iniziò i suoi studi proprio a Worcester, presso la Phillips Exeter Academy per proseguire, all'età di 13 anni, presso il Collegio di Harvard, a Cambridge nel Massachusetts, ove si diplomò all'età di 17 anni. Proseguì quindi i suoi studi in Germania, frequentando le università di Heidelberg, Gottinga e Berlino. Studiò Platone con Arnold Heeren, storia con Gottlieb Jakob Planck e con lo stesso Heeren, l'arabo, l'ebraico ed il greco del Nuovo Testamento con Albert Eicchorn, scienze naturali con Johann Friedrich Blumenbach, letteratura francese ed italiana con Artaud e Bunsen, i classici con Georg Ludolf Dissen. Nel 1820 si laureò presso l'Università di Gottinga.
Durante la sua permanenza in Europa egli ebbe occasione di incontrare quasi tutte le persone più eminenti nei campi della scienza, delle lettere e delle arti di allora, fra i quali: Johann Wolfgang von Goethe, Wilhelm von Humboldt, Friedrich Schleiermacher, Georg Wilhelm Friedrich Hegel, Lord Byron, Barthold Georg Niebuhr, Christian Charles Josias Bunsen, Friedrich Karl von Savigny, Varnhagen von Ense, Victor Cousin, Benjamin Constant ed Alessandro Manzoni.

### L'insegnamento e le lettere
Rientrato in patria nel 1822, George Bancroft si dedicò all'insegnamento del greco ad Harvard. Non soddisfatto della limitatezza della scuola di allora, fondò con Joseph Cogswell la Round Hill School, una scuola media superiore a Northampton, nel Massachusetts. Svolse quindi ampia attività letteraria, scrivendo su North American Review e su altre. Eletto a sua insaputa al parlamento del Massachusetts, rifiutò la carica. Nel 1834 pubblicò il primo volume della sua Storia degli Stati Uniti d'America dalla scoperta del continente americano, opera che proseguì fino al 1874 e dalla quale trasse fama e reputazione.

### La carriera politica

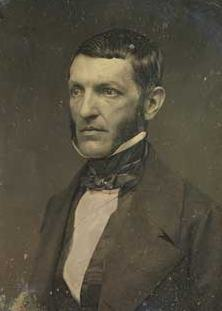
George Bancroft all'età di 46 anni

Nel 1837 entrò in politica, incaricato dal Presidente Martin Van Buren di raccogliere i tributi del Porto di Boston. In questo incarico ebbe come collaboratori gli scrittori Orestes Brownson e Nathaniel Hawthorne. Nel 1844 fu candidato democratico alla carica di Governatore del Massachusetts ma non venne eletto. Con l'elezione a Presidente di James Knox Polk, ricevette la nomina a Ministro della Marina degli Stati Uniti, carica che tenne dall'11 marzo 1845 al 9 settembre 1846, ricoprendo in quest'anno, per circa un mese, anche le funzioni di Ministro della Guerra. Come Segretario della Marina, fondò l'Accademia navale di Annapolis, per la preparazione degli ufficiali di marina. Impartì inoltre gli ordini che diedero corso all'occupazione della California ed inviò Zachary Taylor nel Texas, della cui annessione agli Stati Uniti era convinto assertore, quando scoppiò il conflitto con il Messico. Nonostante la sua adesione al Partito democratico era un convinto anti-schiavista. Seguì personalmente la questione relativa alla controversia con la Gran Bretagna per il confini dell'Oregon, tanto che al termine del suo mandato di Segretario di Governo per la Marina, venne inviato a Londra come Ministro Plenipotenziario. Qui venne in contatto con lo storico inglese Thomas Babington Macaulay e con il poeta Arthur Hallam. Salito alla presidenza degli Stati Uniti Zachary Taylor, il suo incarico non venne rinnovato ed egli rientrò in patria nel 1849, ritirandosi dalla vita politica.

### Scrittore
Si stabilì a New York ove riprese la sua attività di scrittore. Fu uno dei fondatori, e primo a presiederla, della Società Geografica Americana. Nel 1863 divenne membro dell'Accademia Americana delle Arti e delle Scienze. Nel 1867 fu inviato come Ministro a Berlino, ove rimase fino al 1874. Fu particolarmente abile nel definire con la Prussia ed altri stati germanici i trattati sull'emigrazione, riguardanti i diritti degli emigrati a considerarsi effettivamente cittadini del Paese ospitante e ad evitare che l'emigrazione fosse usata come pretesto per evitare il servizio militare od altre incombenze obbligatorie nel paese di origine. Noti con il nome di "Trattati di Bancroft", costituirono la base per altri accordi futuri con altri stati europei.
Ultimo sopravvissuto dei membri del governo di James Knox Polk, morì nel 1891.

## Opere

### Principali
- George Bancroft,. History of the United States of America, from the discovery of the American continent. (Boston: Little, Brown, and company, numerous editions in 8 or 10 volumes 1854-78). online edition
- Bancroft, George; Dyer, Oliver, 1824-1907. (1891) History of the battle of Lake Erie: and miscellaneous papers (New York: R. Bonner's sons) 292 pp. at American Library Association.

### Minori
- An Oration delivered on the 4th of July, 1826, at Northampton, Mass. (Northampton, 1826)
- History of the Political System of Europe, translated from Heeren (1829)
- An Oration delivered before the Democracy of Springfield and Neighboring Towns, July 4, 1836 (2d ed., with prefatory remarks, Springfield, 1836)
- History of the Colonization of the United States (Boston, 1841, 12mo, abridged)
- An Oration delivered at the Commemoration, in Washington, of the Death of Andrew Jackson, June 27, 1845
- The Necessity, the Reality, and the Promise of the Progress of the Human Race
- An Oration delivered before the New York Historical Society, November 20, 1854 (New York, 1854)
- Proceedings of the First Assembly of Virginia, 1619; Communicated, with an Introductory Note, by George Bancroft
- Collections of the New York Historical Society, second series, vol. iii., part i. (New York, 1857)
- Literary and Historical Miscellanies (New York, 1855)
- Memorial Address on the Life and Character of Abraham Lincoln, delivered at the request of both Houses of the Congress of America, before them, in the House of Representatives at Washington, on the 12th of February, 1866 (Washington, 1866)
- A Plea for the Constitution of the United States of America, Wounded in the House of its Guardians
- Veritati Unice Litarem (New York, 1886)

Bancroft contribuì anche alla biografia di Jonathan Edwards per l' American Cyclopædia.

## Matrimoni
Nel 1827 sposò Sarah Dwight, proveniente da una ricca famiglia di Springfield, dalla quale ebbe due figli. Sarah morì nel 1837. Sposò successivamente una vedova con due figli, Elizabeth Davis Bliss, dalla quale ebbe una figlia.

## Memoria
Oltre a numerosi monumenti e scuole cui è stato attribuito il suo nome, come la torre Bancroft, questo fu assegnato anche ad alcune navi: uno scooner per il U.S. National Geodetic Survey, una cannoniera varata nel 1892, un cacciatorpediniere della classe Clamson varato nel 1919 ed un altro della classe Benson, varato nel 1941, un sottomarino lanciamissili balistici a propulsione nucleare della classe Benjamin Franklin, varato nel 1965.

### Fonti primarie
- (EN)  A. Dewolfe Howe, The Life And Letters Of George Bancroft" Archiviato il 9 agosto 2019 in Internet Archive. Vol. 1, 1971
- (EN)  Cornell University, Guide to the George Bancroft Papers, 1811-1901